# Fernando Rapallini
Fernando Andrés Rapallini (La Plata, 28 april 1978) is een Argentijns voetbalscheidsrechter. Hij was in dienst van FIFA en CONMEBOL tussen 2014 en 2023. Ook leidt hij sinds 2011 wedstrijden in de Primera División.
Op 19 juni 2011 leidde Rapallini zijn eerste wedstrijd in de Argentijnse nationale competitie. Tijdens het duel tussen Godoy Cruz en All Boys (1–0 voor de thuisploeg) trok de leidsman viermaal de gele kaart. In internationaal verband debuteerde hij op 20 mei 2015 tijdens een wedstrijd tussen Emelec en Tigres in de kwartfinales van de Copa Libertadores; het eindigde in 1–0 en Rapallini trok tweemaal de gele kaart. Zijn eerste interland floot hij op 6 juni 2015, toen Chili met 1–0 won van El Salvador door een doelpunt van Jorge Valdivia. Tijdens deze wedstrijd toonde Rapallini twee gele kaarten.
Door een samenwerking tussen de CONMEBOL en de UEFA werd Rapallini in april 2021 gekozen als een van de scheidsrechters op het Europees kampioenschap 2020. Op 17 juni 2021 floot hij de wedstrijd tussen Oekraïne en Noord-Macedonië. Hiermee werd hij de eerste scheidsrechter ooit op het EK voetbal van buiten Europa. Uiteindelijk leidde hij drie duels tijdens het toernooi. In mei 2022 werd hij gekozen als een van de scheidsrechters die actief zouden zijn op het WK 2022 in Qatar.

## Interlands
| Datum             | Plaats                 | Wedstrijd                  | Uitslag            | Competitie           | Kreeg geel | Kreeg voor de tweede keer geel en dus rood | Weggestuurd |
| ----------------- | ---------------------- | -------------------------- | ------------------ | -------------------- | ---------- | ------------------------------------------ | ----------- |
| 6 juni 2015       | Viña del Mar, Chili    | Chili – El Salvador        | 1 – 0              | Vriendschappelijk    | 2          | 0                                          | 0           |
| 5 oktober 2017    | La Paz, Bolivia        | Bolivia – Brazilië         | 0 – 0              | WK 2018 kwalificatie | 1          | 0                                          | 0           |
| 22 juni 2019      | São Paulo, Brazilië    | Peru – Brazilië            | 0 – 5              | Copa América 2019    | 4          | 0                                          | 0           |
| 13 november 2020  | Barranquilla, Colombia | Colombia – Uruguay         | 0 – 3              | WK 2022 kwalificatie | 4          | 0                                          | 1           |
| 17 juni 2021      | Boekarest, Roemenië    | Oekraïne – Noord-Macedonië | 2 – 1              | EK 2020              | 3          | 0                                          | 0           |
| 22 juni 2021      | Glasgow, Schotland     | Kroatië – Schotland        | 3 – 1              | EK 2020              | 2          | 0                                          | 0           |
| 28 juni 2021      | Boekarest, Roemenië    | Frankrijk – Zwitserland    | 3 – 3 (4 – 5 n.s.) | EK 2020              | 7          | 0                                          | 0           |
| 15 oktober 2021   | Manaus, Brazilië       | Brazilië – Uruguay         | 0 – 3              | WK 2022 kwalificatie | 4          | 0                                          | 0           |
| 17 november 2021  | Santiago, Chili        | Chili – Ecuador            | 0 – 3              | WK 2022 kwalificatie | 3          | 0                                          | 1           |
| 30 maart 2022     | Lima, Peru             | Peru – Paraguay            | 2 – 0              | WK 2022 kwalificatie | 3          | 0                                          | 0           |
| 23 november 2022  | Al Khawr, Qatar        | Marokko – Kroatië          | 0 – 0              | WK 2022              | 1          | 0                                          | 0           |
| 2 december 2022   | Doha, Qatar            | Servië – Zwitserland       | 2 – 3              | WK 2022              | 11         | 0                                          | 0           |
| 6 december 2022   | Ar Rayyan, Qatar       | Marokko – Spanje           | 0 – 0 (3 – 0 n.s.) | WK 2022              | 2          | 0                                          | 0           |
| 13 september 2023 | Lima, Peru             | Peru – Brazilië            | 0 – 1              | WK 2026 kwalificatie | 5          | 0                                          | 0           |
| 17 november 2023  | Santiago, Chili        | Chili – Peru               | 0 – 0              | WK 2026 kwalificatie | 5          | 0                                          | 2           |